# 等覺寺 (岐阜県八百津町)
等覺寺（とうかくじ）は、岐阜県八百津町和知にある真宗大谷派の寺院。山号は寶樹山。

## 歴史
慶長11年(1606年)8月、当時、和知城主であった稲葉方通(右近)の母「妙玄院」の菩提所として、東本願寺の教如の弟子の了賢の開基により創建された。
等覺寺の由緒書によれば、金山城主の斎藤正義が、久々利頼興(土岐悪五郎)によって久々利城で謀殺されたため、その時、妊娠中であった妻は和知村へ逃れて隠れ、男子を出産し、自らは尼となって夫の冥福を祈った。
妻は子が成長すると祖父の近衛稙家の遺志により僧侶にした。
子はやがて本願寺の教如に仕えた。教如は子に了賢という名を与えた。
この頃、稲葉良通(一鉄)は家督を嫡男の方通に譲って野上村に居を構えていた。
稲葉良通(一鉄)は、かつて斎藤道三に仕えていた縁故から、寺を建立して了賢に与えようと野上村の萩原野に寺の建立を検討したが、了賢は、その地が不便であるとみて、現在地に建立を希望し許されて工事を始め、慶長11年(1606年)8月に完工し、了賢に縁のある者を門徒とした。
文政8年(1826年)、九世の諦山が本堂を再建して現在に至っている。
境内には「稲葉家霊室」がある。